# دیودشت
دیودشت، روستایی است از توابع بخش مرکزی شهرستان بابل در استان مازندران ایران.

## جمعیت
این روستا در دهستان گنج افروز قرار دارد و براساس سرشماری مرکز آمار ایران در سال ۱۳۸۵، جمعیت آن ۴۸۵ نفر (۱۳۰خانوار) بوده‌است.